# Sierra (суперкомпьютер)
Sierra (ATS-2) — суперкомпьютер, созданный для Ливерморской национальной лаборатории им. Лоуренса. Используется Национальным управлением по ядерной безопасности США (NNSA) в качестве второй системы Advanced Technology System. Используется для решения задач, связанных с управлением ядерным арсеналом США, помогая обеспечить безопасность, надежность и эффективность ядерного оружия Соединенных Штатов. Теоретическая производительность Sierra оценивается в 125 ПФлопс, практически достигнута на тесте производительности LINPACK 94,6 ПФлопс.
Sierra похож по архитектуре на суперкомпьютер Summit, установленный в Национальной лаборатории Ок-Риджа. Система Sierra использует центральные процессоры IBM POWER9 в сочетании с графическими процессорами Nvidia Tesla V100. Узлами в Sierra являются серверы Witherspoon S922LC OpenPOWER с двумя центральными процессорами и четырьмя графическими процессорами на узел. Эти узлы связаны между собой при помощи сети EDR InfiniBand.
Существует сходная по архитектуре со Sierra суперкомпьютерная система Lassen с производительностью порядка 18 ПФлопс на тесте LINPACK.